# Challenger de Viña del Mar 2023
El Challenger de Viña del Mar 2023 fue un torneo de tenis profesional perteneciente al ATP Challenger Tour 2023 en la categoría Challenger 75. Se trató de la 1ª edición, el torneo tuvo lugar en la ciudad de Viña del Mar, Chile, entre los días 13 y 19 de marzo de 2023 sobre tierra batida.

## Jugadores participantes del cuadro de individuales
| Favorito | País                 | Jugador               | Rank1 | Posición en el torneo |
| -------- | -------------------- | --------------------- | ----- | --------------------- |
| 1        | Bandera de Bolivia   | Hugo Dellien          | 99    | Baja                  |
| 2        | Bandera de Francia   | Hugo Gaston           | 106   | Final                 |
| 3        | Bandera de Argentina | Camilo Ugo Carabelli  | 124   | Cuartos de final      |
| 4        | Bandera de Brasil    | Felipe Meligeni Alves | 164   | Primera ronda         |
| 5        | Bandera de Italia    | Franco Agamenone      | 166   | Primera ronda         |
| 6        | Bandera de Argentina | Facundo Díaz Acosta   | 172   | Primera ronda, retiro |
| 7        | Bandera de Italia    | Luciano Darderi       | 180   | Primera ronda         |
| 8        | Bandera de Italia    | Riccardo Bonadio      | 182   | Cuartos de final      |

- Se ha utilizado el ranking del día 6 de marzo de 2023.[2]

### Otros participantes
Los siguientes jugadores recibieron una invitación (wild card), por lo tanto ingresan directamente al cuadro principal (WC): 
- Gonzalo Lama
- Daniel Antonio Nuñez
- Miguel Fernando Pereira

Los siguientes jugadores ingresan al cuadro principal tras disputar el cuadro clasificatorio (Q):
- Mateus Alves
- Federico Gaio
- Wilson Leite
- Álvaro López San Martín
- Orlando Luz
- José Pereira

## Campeones

### Individual Masculino
- Thiago Seyboth Wild derrotó en la final a  Hugo Gaston, 7–5, 6–1

### Dobles Masculino
- Diego Hidalgo /  Cristian Rodríguez derrotaron en la final a  Luciano Darderi /  Andrea Vavassori, 6–4, 7–6(5)